# Napady Brunsa
Napady Brunsa (zespół Brunsa, ang. Bruns' syndrome) – zespół neurologiczny spowodowany obecnością guza lub torbieli w komorze IV mózgu albo w linii środkowej móżdżku i III komory. Objawy występują po zmianie pozycji głowy, gdy zmiana (torbiel, guz) zamyka przepływ płynu mózgowo-rdzeniowego w układzie komorowym mózgu. Na obraz kliniczny napadów Brunsa składają się:
- silne bóle głowy
- gwałtowne wymioty, często niepoprzedzone mdłościami
- zaburzenia równowagi, zawroty głowy.

Jako pierwszy związek między objawami a zmianą postawy ciała zauważył niemiecki neurolog Ludwig Bruns.